# Salornay-sur-Guye
Salornay-sur-Guye è un comune francese di 866 abitanti situato nel dipartimento della Saona e Loira nella regione della Borgogna-Franca Contea.
Si trova nella vallata dove scorre il fiume Guye.

## Società

### Evoluzione demografica
Abitanti censiti